# 法久特島

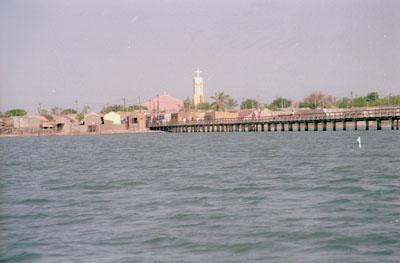

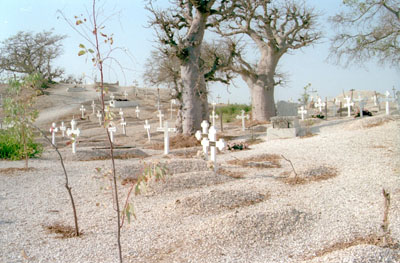

法久特島是塞內加爾的島嶼，位於該國西部大西洋海域，距離首都達喀爾114公里，長725米、寬430米，面積0.15平方公里，2007年人口39,078，其中九成居住信奉羅馬天主教。